# Illustrationes Florae Atlanticae
Illustrationes Florae Atlanticae (abreviado Ill. Fl. Atlant.) es un libro con ilustraciones y descripciones botánicas que fue escrito conjuntamente por Ernest Saint-Charles Cosson & Gustave Barratte y publicado en París en 1893 con el nombre de Illustrationes florae Atlanticae : seu, Icones plantarum novarum, rariorum vel minus cognitarum in Algeria necnon in regno Tunetano et imperio Maroccano nascentium (in Compendio Florae atlanticae descriptarum).